# 新・必殺仕舞人
『新・必殺仕舞人』（しんひっさつしまいにん）は、1982年7月2日から9月24日まで、テレビ朝日系で毎週金曜日22:00 - 22:54に放送された、朝日放送と松竹（京都映画撮影所、現・松竹撮影所）共同製作のテレビ時代劇。全13話。主演は京マチ子。
必殺シリーズの第18作である。

## 概要
今作は『必殺仕舞人』の続編として制作された。本作を収録したDVD版もある。
中村主水シリーズ以外で唯一の明確な続編であり、コンセプトは前作を継承しているが、本然寺と仕舞人の繋ぎ役として、寺男の権太を新たに設定し、本然寺から京山一座への依頼方法が変更された。晋松の殺し技も変更されている。
本作の見せ場である踊りの場面では、大阪松竹歌劇団の滝川はやみを振り付けに迎えている。

## あらすじ
前作『必殺仕舞人』で将軍家と縁のある者を暗殺したことで、坂東京山一座は解散。京山はおはなと出家し、これまで自分たちに関わって命を落とした人々を供養する巡礼の旅に出ていた。
一年後、旅を終えた京山とおはなは鎌倉の本然寺に舞い戻り、正式に尼になろうという日を迎えていた。そこに直次郎と、かつての京山一座の踊り子たちが、ヤクザに追われ駆け込んでくる。直次郎たちは藤沢で踊りの興行を打つことになっていたが、当地の興行師に騙され、二十五両で、上州草津のヤクザに売られていた。
京山は草津のヤクザと掛け合うために直次郎たちを伴い、草津温泉へ向かう。道中では生き延びた晋松とも再会し、彼も、京山一行に加わる。
京山は娘たちを買った女親分のお寅と面会し、彼女が娘たちを女郎にするためではなく、草津を盛り上げるために湯揉みをさせると教えられる。さらに、お寅と対立する十手持ちの丸屋仁兵衛が女郎たちを使い、銭を稼ぐのを止めさせる目的もあった。
事情を知った京山はお寅に助力することを申し出て、坂東京山一座を再結成する。一座は表向き、二十五両の借金を返すという名目で草津で興行の準備を進めるが、面白くない仁兵衛は十手を使って、興行の中止を企てるが、権太が持ってきた本然寺の興行許可証によって手も足も出ず、興行が始まると京山とお寅の思惑通り、丸屋一味は日干し状態になる。
業を煮やした仁兵衛はお寅を殺害し、芝居小屋に火を点け、出火の罪で京山を捕まえ、勧進興行を中止させた。百叩きの刑を受け解き放ちを受けた京山は、お寅の無念を晴らすことを決意する。本然寺からの依頼もあり、京山、晋松、直次郎、おはなは仕舞人として、殺しの世界に舞い戻る。

### 概略
本作は本然寺から、坂東京山一座への依頼方法が変更されている。
前作は各地の本然寺の末寺が受けた依頼を京山が直接赴いて聞く形式であったが、本作では寺男の権太が本然寺から京山へ伝えるという形になっている。ただし、権太は興行許可証を運んでいるとしか知らされておらず、本当の目的である依頼文は許可証が入った箱のこよりに偽装されている。そのため、権太の性格もあり、こよりが紛失してしまったり、そもそも権太自身が現れなかったりと、京山を大変な目に遭わせることが多い。

## 登場人物

### 仕舞人
坂東京山
演 - 京マチ子
民謡手踊り一座の座長。裏の世界では有名な元殺し屋。
前作の後におはなとともに仏道に入るつもりであったが、再度、仕舞人となることを決意する。
本作の最終話で、仕舞人の解散を決意し、おはなと共に巡礼の旅に出た。
晋松
演 - 高橋悦史
プロの元殺し屋。仕舞人の斥候、参謀役として京山を支える。
前作で瀕死の重傷を負ったが、生への気力で生き延びる。草津へ向かう京山の道中で出会い、一行に加わる。
本作の最終話で、仕舞人を解散し一人で巡礼の旅に出た。
直次郎
演 - 本田博太郎
一座の一員で、京山と踊り子たちを支える。
前作の最終話で一人旅に出たが、途中で踊り子たちと合流し行動を共にしていた。ヤクザに売られた踊り子たちを救うために本然寺へ駆け込む。
本作の最終話で仕舞人を解散し、一人で小形の筏に乗って旅に出た。
おはな
演 - 西崎みどり
一座の踊り子で、仕舞人の密偵。
京山とともに仏道に入る覚悟であったが、京山の復帰に倣う。踊り子たちのまとめ役として、京山を支える。
最終話において、旅先の阿波で出会った青年と恋仲になるが、その青年は奉行の謀略により打ち首の刑に処されてしまった事から、自らが頼み人となる。最後の仕事を遂行した後は京山と共に巡礼の旅に出た。

### その他
- さくら - 石屋智子
- きく - 尾崎弥枝
- ぼたん - 工藤時子
- うめ - 淡城みゆき
- はぎ - 吉田哲子
- 権太 - 花紀京

本然寺の寺男。最終話で仕舞人が解散した後、一座の踊り子達と共に同行した。
- 善行尼 - 原泉

駆け込み寺・本然寺の尼僧。

### ゲスト
第1話 「草津湯煙血の煙」
- お寅 - 三崎千恵子
- 六助 - 中康次
- 温泉宿主人 丸屋仁兵衛 - 牧冬吉
- お俊 - 志乃原良子
- 丸屋の手下 熊 - 野上哲也
- 丸屋の手下 政 - 真田実
- 尼僧 - 嶺はるか
- お鹿 - 門屋亮子
- お元 - 小林祐子
- 娘 - 谷口友香

第2話 「大黒舞は殺しの舞」
- 千代 - 堂園千秋
- 辰次 - 草川祐馬
- お峰 - 宮田圭子
- 紅花問屋 枡屋辰蔵 - 永野辰弥
- 桝屋の長男 辰吉 - 草薙良一
- 天童藩目付 新見精一郎 - 丘路千

第3話 「三界節娘恋し父恋し」
- 彦太郎 - 米村嘉洋
- お千代 - 田中綾
- 庄屋彦兵衛 - 高木二朗
- 妙法寺住職 丈寛 - 小瀬格
- 洋八 - 辻萬長
- 柏崎宿場役人 伊藤 - 浜田雄史
- 柏崎宿場役人 本多 - 下元年世
- 作造 - 日高久
- お仲 - 二葉弘子
- 田島屋 - 沖ときお
- 平助 - 東悦次
- おふく - 千代朝子
- おくめ - 竹村仁美
- おまつ - 岡崎暁子
- お時 - 京あけみ
- さぎり - 衣笠由里子
- おしの - 田村恵子
- 女将 - 三星東美
- 尼僧 - 橘竜子

第4話 「八木節は悲しい村の恨み節」
- およし - 本阿弥周子
- おれん - 野平ゆき
- 亥の吉 - 美鷹健児
- 渡川代官 石山 - 西山辰夫
- 手代元締 陣場 - 田中弘史
- 代官所役人 狩野 - 石倉英彦
- 代官所役人 塚原 - 筑波健
- 名主 - 伊波一夫
- 百姓たち - 日向はじめ
- 百姓たち - 東田達夫
- 百姓たち - 松田勝利
- 役人 - 平井靖
- 役人 - 伊藤克美
- 役人 - 加藤正記
- 門番 - 福山龍次
- 側女 - 伊藤由季子

第5話 「会津磐梯山涙の嫁入り」
- 蠟燭問屋 紅林堂喜三郎 - 河原崎次郎
- お秋 -高橋恵子（現・高橋彩夏）
- 桔梗屋徳兵衛 - 高野真二
- 会津藩山役所頭取 横田半右衛門 - 玉生司郎
- 山役人 黒川 - 重久剛一
- お久 - 青山恭子
- 職人頭 - 山本一郎
- 問屋 - 堀北幸男
- 問屋 - 松尾勝人
- 清吉 - 利倉亮
- 職人 - 河野実
- 職人 - 川上哲
- 職人 - 伊波一夫
- 職人 - 扇田喜久一

第6話 「南部よしゃれは鬼の道」
- 将軍家御数寄屋坊主頭 神楽森観念 - 山本昌平
- 盛岡藩金ヶ崎郡代 牧野内膳 - 原口剛
- たえ - 松井きみ江
- 金ヶ崎陣屋徒頭 立川一心 - 伴勇太郎
- 利根 - 武周暢
- 六助 - 南条好輝
- 郷田 - 山本弘
- 佐藤 - 花岡秀樹
- 田中 - 中村光辰
- 大平 - はりた照久
- 栄光尼 - 上田恵子
- 三木 - 平井靖
- 鈴木 - 利倉亮
- 鮭茶屋の主人 - 伊波一夫
- 母親 - 倉谷礼子
- 侍 - 丸尾好広

第7話 「貝殻節は子捨て唄」
- おきん - 佐藤万理
- 大山権現山伏大先達 弁信 - 石橋雅史
- お勘 - 白石奈緒美
- 先達 弁覚 - 野口貴史
- 先達 弁妙 - 芦田鉄雄
- 役人 - 笹五朗
- 山伏 - 伊藤克美
- 山伏 - 加藤正記

第8話 「その手は桑名の焼蛤」
- 鳴海屋清右衛門 - 織本順吉
- お美津 - 小林伊津子
- 桑名藩勘定方支配 衣川波之助 - 千葉敏郎
- 地廻り 鮫島の辰五郎 - 北見唯一
- 桑名藩勘定方 桜田平之進 - 西園寺章雄
- 岩蔵 - 出水憲司
- 己吉 - 大橋壮多
- お芳 - 久仁亮子
- お夕 - 谷口友香
- 婆さん - 小林加奈江
- 海女 - 岡部啓子
- 海女 - 赤松雅代
- ヤクザ - 東悦次
- ヤクザ - 美鷹健児

第9話 「金比羅舟々恨みの波越え」
- 継之助の乳母 司 - 谷口香
- 丸亀藩若君 京極継之助 - 伊藤武史
- 八重 - 古坂るみ子
- 丸亀藩士 柿崎図書 - 楠年明
- 文吉 - 有光豊
- 丸亀藩主 京極宰相 - 山口幸生
- 城代家老 江村 - 北原将光
- 波形屋 - 松田明
- お杉 - 新海なつ
- せん - 河野富子
- 網元 - 伊波一夫
- 浜吉 - 前田邦宏
- 腰元 - 加藤恭子
- おその　- 富士原睦
- 女郎 - 森亜沙子

第10話 「喧嘩も楽しい河内音頭」
- 木綿問屋 百舌屋丑造 - 藤岡重慶
- おこの - 正司花江
- 百舌屋番頭 辰吉 - 柳原久仁夫
- 河内代官所手代 谷 - 江並隆
- 針医 玄敬 - 有川正治
- 六助 - 葭川浩
- 三平 - 伊藤克美
- お光 - 森智子
- お君 - 大西可容子

第11話 「化け猫騒ぎはのんのこ節」
- 焼物師 陶斉 - 外山高士
- お俊 - 仁和令子
- お甲 - 平岡和
- 鍋島藩進物方支配 牧村 - 加地健太郎　
- 鍋島藩物産方 井上 - 田畑猛雄
- 鍋島藩物産方 原 - 筑波健
- 岩平 - 堀内一市
- おさよ - 赤塚歩

第12話 「けだもの狩りにはしげさ節」
- 浪人 菊千代 - 高峰圭二
- お民 - 千野弘美
- 浪人 勘兵衛 - 上野山功一
- 庄屋 儀作 - 穂高稔
- 浪人　五郎次 - 五味龍太郎
- 伊平 - 阿木吾郎
- 浪人 久造 - 滝譲二
- 平八 - 阿部潮
- お春 - 田中由香
- 仙太 - 丸谷剛士
- 茂七 - 梶本潔
- 熊吉 - 西康一
- 吉次 - 泉裕介
- 女郎 - 北真奈美
- 女郎 - 大坪忍
- 女郎 - 矢野裕子
- 女郎 - 橘かおり
- 村人 - 松尾勝人
- 村人 - 平井靖

第13話 「別れ囃子は阿波踊り」
- 人形頭師 淡斉（御庭番 - 上地三蔵） - 浜田晃
- 徳島藩藍玉奉行 牧野作左衛門 - 中村孝雄
- 濱坂藩士 真田文吾 - 竹見潤
- 下役 - 東悦次
- 濱坂藩家老 - 溝田繁
- 小間物屋 - 定七 - 高岡一郎
- 上役 - 峰祐介
- 役人 - 佐々山洋一
- 飲み屋の女 - 河野清子

## 殺し技
殺しのBGMは、主題歌「流星」をアレンジした「御命御用心」が晋松と直次郎に使われた（第5話は3人とも「必殺!」のみ）。坂東京山は、前作と同様「必殺!」である。
なお、西崎みどりがレギュラー出演する必殺作品で、西崎自身が主題歌を担当するのは本作が唯一となる（殺しのテーマなど、主題歌アレンジのBGMも同様）。
坂東京山
長簪を、悪人の首筋や額などの急所に突き刺す。補助的に柔術を用いて相手をいなし、投げ飛ばしたりする。
前作同様、通常は黒装束に着替えて殺しを行うが、第5話では衣装替えせずに殺しを行っている。
晋松
真田紐で結んだ拍子木を悪人の首に巻き付け、絞め殺す。「お命ご用心」と言った後に拍子木を鳴らし、相手は絶命する。
武器の拍子木は普段も用いているが、殺しに用いる場合は長い紐になっている。ヌンチャクのように一端を握って振り回し、もう一端の部分で相手を打ち据える使い方も見せる。
直次郎
長匕首を用いた居合術で悪人を刺す、斬り殺す。

## スタッフ
- 制作 - 山内久司（朝日放送）
- プロデューサー - 仲川利久（朝日放送）、櫻井洋三（松竹）
- 脚本 - 放送日程参照
- 音楽 - 平尾昌晃
- 監督 - 放送日程参照
- ナレーション
  - 語り - 高橋悦史
  - 作 - 山内久司
- 協力 - エクラン演技集団
- 制作協力 - 京都映画撮影所（現・松竹撮影所）
- 制作 - 朝日放送、松竹

## 主題歌
- 西崎みどり「流星」（ミノルフォンレコード（現・徳間ジャパンコミュニケーションズ））
作詞：喜多條忠、作曲：平尾昌晃、編曲：竜崎孝路

## 放送日程
- 第3話は必殺シリーズ500回目。

| 話数   | 放送日        | サブタイトル             | 脚本       | 監督     |
| ------ | ------------- | ------------------------ | ---------- | -------- |
| 第1話  | 1982年7月02日 | 草津湯煙血の煙           | 吉田剛     | 前田陽一 |
| 第2話  | 1982年7月09日 | 大黒舞は殺しの舞         | 吉田剛     | 前田陽一 |
| 第3話  | 1982年7月16日 | 三界節娘恋し父恋し       | 石森史郎   | 井上梅次 |
| 第4話  | 1982年7月23日 | 八木節は悲しい村の恨み節 | 南谷ヒロミ | 井上梅次 |
| 第5話  | 1982年7月30日 | 会津磐梯山涙の嫁入り     | 篠崎好     | 水川淳三 |
| 第6話  | 1982年8月06日 | 南部よしゃれは鬼の道     | 松原佳成   | 水川淳三 |
| 第7話  | 1982年8月13日 | 貝殻節は子捨て唄         | 吉田剛     | 津島勝   |
| 第8話  | 1982年8月20日 | その手は桑名の焼蛤       | 篠崎好     | 津島勝   |
| 第9話  | 1982年8月27日 | 金比羅舟々恨みの波越え   | 南谷ヒロミ | 井上梅次 |
| 第10話 | 1982年9月03日 | 喧嘩も楽しい河内音頭     | 吉田剛     | 井上梅次 |
| 第11話 | 1982年9月10日 | 化け猫騒ぎはのんのこ節   | 吉田剛     | 田中徳三 |
| 第12話 | 1982年9月17日 | けだもの狩りにはしげさ節 | 石森史郎   | 田中徳三 |
| 第13話 | 1982年9月24日 | 別れ囃子は阿波踊り       | 加田藤穂   | 松野宏軌 |

## ネット局
※途中で打ち切られた局や、しばらくの間放送する他系列ネットの局がある。
系列は放送当時のもの。
| 放送対象地域   | 放送局             | 系列                          | 備考                  |
| -------------- | ------------------ | ----------------------------- | --------------------- |
| 近畿広域圏     | 朝日放送           | テレビ朝日系列                | 制作局                |
| 関東広域圏     | テレビ朝日         | テレビ朝日系列                |                       |
| 北海道         | 北海道テレビ       | テレビ朝日系列                |                       |
| 青森県         | 青森放送           | 日本テレビ系列 テレビ朝日系列 |                       |
| 岩手県         | テレビ岩手         | 日本テレビ系列                |                       |
| 宮城県         | 東日本放送         | テレビ朝日系列                |                       |
| 秋田県         | 秋田テレビ         | フジテレビ系列 テレビ朝日系列 |                       |
| 山形県         | 山形放送           | 日本テレビ系列 テレビ朝日系列 |                       |
| 福島県         | 福島放送           | テレビ朝日系列                |                       |
| 新潟県         | 新潟総合テレビ     | フジテレビ系列 テレビ朝日系列 | 現・NST新潟総合テレビ |
| 長野県         | テレビ信州         | テレビ朝日系列 日本テレビ系列 |                       |
| 山梨県         | テレビ山梨         | TBS系列                       |                       |
| 富山県         | 富山テレビ         | フジテレビ系列                |                       |
| 石川県         | 北陸放送           | TBS系列                       | 異時ネット            |
| 福井県         | 福井テレビ         | フジテレビ系列                |                       |
| 静岡県         | 静岡けんみんテレビ | テレビ朝日系列                | 現・静岡朝日テレビ    |
| 中京広域圏     | 名古屋テレビ       | テレビ朝日系列                |                       |
| 鳥取県・島根県 | 山陰放送           | TBS系列                       |                       |
| 広島県         | 広島ホームテレビ   | テレビ朝日系列                |                       |
| 山口県         | 山口放送           | 日本テレビ系列 テレビ朝日系列 |                       |
| 徳島県         | 四国放送           | 日本テレビ系列                |                       |
| 香川県・岡山県 | 瀬戸内海放送       | テレビ朝日系列                |                       |
| 愛媛県         | 南海放送           | 日本テレビ系列                |                       |
| 高知県         | テレビ高知         | TBS系列                       |                       |
| 福岡県         | 九州朝日放送       | テレビ朝日系列                |                       |
| 長崎県         | 長崎放送           | TBS系列                       |                       |
| 熊本県         | テレビ熊本         | フジテレビ系列 テレビ朝日系列 |                       |
| 大分県         | 大分放送           | TBS系列                       |                       |
| 宮崎県         | 宮崎放送           | TBS系列                       |                       |
| 鹿児島県       | 南日本放送         | TBS系列                       |                       |
| 沖縄県         | 琉球放送           | TBS系列                       |                       |

## 前後番組
| テレビ朝日系 金曜22時台（当時はABCの制作枠）    | テレビ朝日系 金曜22時台（当時はABCの制作枠）    | テレビ朝日系 金曜22時台（当時はABCの制作枠）   |
| 前番組                                          | 番組名                                          | 次番組                                         |
| ----------------------------------------------- | ----------------------------------------------- | ---------------------------------------------- |
| 新・必殺仕事人 （1981年5月8日 - 1982年6月25日） | 新・必殺仕舞人 （1982年7月2日 - 1982年9月24日） | 必殺仕事人III （1982年10月8日 - 1983年7月1日） |